# Carl Ambrosius Thorgny Westring
Carl Ambrosius Thorgny Westring, född 31 juli 1793 i Ronneby, död 18 maj 1874 i Karlskrona, var en svensk läkare. 
Westrings föräldrar var häradshövdingen i Ronneby, Ambrosius Westring (son till Ambrosius Westring) och hans hustru Maria Helena Klingspor. Efter avlagda medicinska examina och åtskilliga sjökommenderingar vid Flottan, bl.a. som uppbördsläkare (fartygsläkare med ansvar for sjukvårdsutrustningen) på fregatten Euridice  sommaren 1830, då prins Oscar, sedermera Oscar I, besökte Ryssland. Westring blev 1827 regementsläkare vid Flottans station i Karlskrona. Han kommenderades år 1834 till Karlshamn för att tjänstgöra under den där rådande koleraepidemin. Westring var ordinarie lasaretts- och kurhusläkare i Karlskrona mellan åren 1840 och 1865. Han blev riddare av Vasaorden 22 september 1844 och var en av de grundande medlemmarna av Karlskrona läkareförening, tillsammans med bl.a. Manfred Fürst.
Westring gifte sig 1827 med sin systers svägerska, Fredrika Regina Rahm (1793-1860), dotter till översten vid örlogsflottan Edvard Vilhelm Rahm och Anna Lovisa Windelius. Han blev i detta äktenskap far till regementsläkaren Vilhelm Fredrik Ulrik Westring. 